# 蔡和森
蔡 和森（さい わしん、1895年3月30日 - 1931年8月4日）は、中華民国の革命家。別名は林彬。字は潤寰。沢膺と号した。中国共産党員として活動したが、中国国民党政府（広東政府）に捕らえられて殺害された。

## 生涯
1895年3月30日、上海に生まれた。その後の1899年春、母親に連れられ湖南省双峰県永豊鎮に引っ越す。
13歳の時、辣醬店の見習いとなる。永豊国民小学、双峰高等小学を卒業後、湖南省立第一師範学校（現在の湖南第一師範学院）に入学し、毛沢東・何叔衡・蕭子升らと知り合う。1918年4月、毛沢東・何叔衡らと新民学会を設立した。同年、毛沢東・蕭子升らと『湘江評論』を創刊。6月、少年中国学会に參加。
1919年12月25日には母の葛健豪・妹の蔡暢・向警予とフランスに赴き、同国で勉学にいそしんだ。1920年5月、向警予と結婚。
1921年2月フランスパリにおいて留学中国人らによって共産主義を掲げる中国少年共産党（略称「少共」）が創設され、蔡はこれに加入した。1921年10月に蔡は帰国し、上海で中国共産党に加入した。
1924年には『社会進化史』を発表し、1925年には五・三〇事件に参加、『告全国民衆書』を発表。その年の12月にはソビエト連邦に赴き、モスクワ中山大学に学んだ。
1927年の春にソビエト連邦から帰国した。中国共産党第五回全国代表大会において中央政治局委員、常任委員に当選し、中国共産党中央秘書長を兼任する。また、北方局委員、宣伝部部長にも就任した。1928年6月にはソビエト連邦で開催された中国共産党第六回全国代表大会として出席。中国共産党中央政治局委員、常任委員、中国共産党中央宣伝部部長に就任した。
1931年の年初にソビエト連邦から帰国して、3月に広州において中国共産党両広省委員会書記に就任した。同年6月、英領香港当局に逮捕され、広州で国民政府側に引き渡された。8月4日に広州軍政監獄で殺害されその一生を終えた。

## 家族
- 父：蔡蓉峰
- 母：葛健豪
- 妹：蔡暢
- 妻：向警予[4]
- 後妻：李一純
- 女：蔡妮、蔡転
- 子：蔡博、蔡霖